# Микеланджело Пистолето
Микеланджело Пистолето (на италиански: Michelangelo Pistoletto) е италиански художник, един от създателите и основните представители на Arte Povera.

## Биография
Роден е на 25 юни 1933 г. в Биела, регион Пиемонт. Световно признание получава през втората половина на 60-те като един от създателите и основните представители на движението Arte Povera, чиито представители се противопоставят на традиционните естетически ценности и използват за творбите си всекидневни материали.
През 90-е години създава мултидисциплинарния проект „Cittadelarte“ („Градът на изкуството“).

## Творчество
- 2005: Il Terzo Paradiso (Третият рай) (заедно с певицата Джана Нанини)
- 1976/92: Scaffale (Библиотечен шкаф) – метал и емайл, Tate Gallery
- 1962/82: Uomo in piedi (Стоящият човек) – сериграфия върху полирана стомана, Tate Gallery
- 1967/74: Venere degli stracci (Венера в дрипи) – скулптура и текстил, Tate Gallery
- 1965/66: Oggetti in meno (Минус обекти) – различни обекти, Guggenheim Museum
- 1997: L'ala die Krems. (Крилата на Кремс), Кремс[1]

- „Знак за изкуство“, Брегенц, 1999
- „Сферата на вестниците“, Лондон, 2009
- „Врата“, Tate Liverpool, Ливърпул, 2012
- Паметник на Холокоста, Площад на операта, Хановер, 2013

## Признание
През 2003 г. на Венецианското биенале получава наградата „Златен лъв“.

## За него
- Martin Friedman, Michelangelo Pistoletto, a reflected world. Catalog Walker Art Center, Minneapolis 1966.
- Thomas Deecke, „Michelangelo Pistoletto. Den Spiegel vorhalten“. В: Künstler – Kritisches Lexikon der Gegenwartskunst, Ausgabe 11, Munich 1990 ISSN 0934 – 1730
- Helmut Friedel, Michelangelo Pistoletto. Memoria Intelligentia Praevidentia. Katalog zur Ausstellung 1996 im Lenbachhaus München, Hatje Cantz Verlag, 1996, ISBN 3-89322-838-1
- Michelangelo Pistoletto: A Minus Artist. Hopefulmonster Editore, 1988, ISBN 88-7757-020-2
- Nike Bätzner, Arte povera. Zwischen Erinnerung und Ereignis: Giulio Paolini, Michelangelo Pistoletto, Jannis Kounellis. Verlag für moderne Kunst, Nuremberg, 2000, ISBN 3-933096-34-0
- Carlos Basualdo, Michelangelo Pistoletto, from one to many. Catalog Philadelphia Museum of Art, New Haven 2010.